# Minamoto no Tokiwa
Minamoto no Tokiwa (源常, também conhecido como Higashisanjō no Sadaijin, 812 - 854), foi um nobre do Período Heian da história do Japão.
Tokiwa foi um dos filhos do Imperador Saga e o terceiro a receber o nome Minamoto por isto passou a pertencer ao Ramo Saga do Clã Minamoto (Genji Saga), logo que este foi formado.

## Carreira
Tokiwa serviu os seguintes imperadores: Junna (828 - 833); Nimmyo (833 - 850); Montoku (850 - 854).
Tokiwa entrou na corte durante o reinado do Imperador Junna em 828 aos 17 anos de idade, em 832 foi nomeado Chūnagon mesmo sem ter sido nomeado anteriormente Sangi.
Em 837, já no reinado do Imperador Nimmyo, Tokiwa passou a servir no Comando do Konoefu (Guarda do Palácio), no ano seguinte foi promovido a Dainagon, em 840 a Udaijin e em 844 a Sadaijin, o cargo de maior status até então no ministério,  ocupando este cargo até falecer em 854 no reinado do Imperador Montoku. Depois da morte de Tokiwa foi Yoshifusa quem deteve de fato o título de ministro líder da corte. Fato que foi consumado em 857 quando foi nomeado Daijō Daijin e que é considerado por alguns como o início da regência Fujiwara.
Em 840 Minamoto no Tokiwa esteve envolvido junto com Fujiwara no Otsugu, Fujiwara no Yoshino e Fujiwara no Yoshifusa na compilação do Nihon Koki (Cronicas Posteriores do Japão, 40 volumes de crônicas sobre a história do Japão que cobriam os anos de 792 a 833); mais tarde o Nihon Kōki foi unificado com outras obras e se tornou o terceiro livro do Rikkokushi (Seis histórias nacionais).

Além disso um de seus wakas foi escolhido para ser publicado como o 36º poema da antologia Kokin Wakashū ("Coleção de Poemas Japoneses das  Eras Antiga e Moderna", geralmente abreviado como Kokinshū), publicada pelo Imperador Daigo, em 905.
 
| Precedido por Fujiwara no Otsugu   | 14º Sadaijin (844 - 854) | Sucedido por Minamoto no Makoto   |
| Precedido por Fujiwara no Tadamori | 28º Udaijin (840 - 844)  | Sucedido por Tachibana no Ujikimi |